# Anomala matzenaueri
Anomala matzenaueri är en skalbaggsart som beskrevs av Edmund Reitter 1918. Anomala matzenaueri ingår i släktet Anomala och familjen Rutelidae. Inga underarter finns listade i Catalogue of Life.